# Juhana Pohjola
Juhana Pohjoa, född 1972, är en finländsk biskop och teolog. 

## Biografi
Pohjola prästvigdes i Uleåborgs stift 1999 av biskop Olavi Rimpiläinen för tjänst i Finska Lutherstiftelsen, där han tjänade som dekan. Pohjola har studerat teologi vid Helsingfors universitet och Concordia Theological Seminary i Fort Wayne. Han avlade sin doktorsexamen vid Helsingfors universitet 2014. Pohjola har studerat kyrkofadern Tertullianus och den tyske teologen Hermann Sasses syn på kyrkogemenskap. Han har även verkat som gästprofessor vid Concordia Lutheran Theological Seminary i Ontario. Den 23 januari 2021 valdes Pohjola till biskop för Missionsstiftet. Den 1 augusti 2021 biskopvigdes han av sin företrädare Risto Soramies, som i sin tur assisterades av biskoparna Bengt Ådahl, Thor Henrik With, och Hans Jönsson, samt Missourisynodens president Matthew Harrisson.

## Personligt
Pohjola är gift och har fyra barn. 

## Debatten kring samkönade relationer
Under februari månad 2020 blev Pohjola misstänkt för hets mot folkgrupp.  Polisen misstänkte detta då Pohjola hade distribuerat ett häfte som behandlade frågan kring samkönade relationer ur ett klassiskt kristet perspektiv. Detta häfte hade författats av läkaren och politikern Päivi Räsänen, häftet hade getts ut av Finska Lutherstiftelsens förlag som Pohjola i sin tur var chefredaktör för. I och med att Polisen tagit in Pohjola på ett fem timmar långt förhör skapade detta i sin tur en debatt om religionsfriheten i Finland.